# معاس
المَعَّاس أو المَحَّاس متخصص في صناعة معالجة الجلود. يطبق المعاس بعد عملية الدباغة تقنيات التضميد والتشطيب والتلوين على الجلود المدبوغة لجعلها قوية ومرنة ومقاومة للماء. يُشد الجلد وصقله لإنتاج سماكة وليونة موحدين و الصباغة والتشطيبات الكيميائية الأخرى تمنح الجلد اللون المطلوب.